# Pax libani
Pax libani là một loài nhện trong họ Zodariidae.
Loài này thuộc chi Pax. Pax libani được Eugène Simon miêu tả năm 1873.